# Сухарев, Иван Константинович
Ива́н Константи́нович Су́харев (род. 10 июня 1978, Уфа, Башкирская АССР, РСФСР, СССР) — российский депутат Государственной Думы Федерального Собрания Российской Федерации 6-го, 7-го и 8-го созыва, первый заместитель председателя Комитета Государственной Думы по вопросам собственности, земельным и имущественным отношениям, член Межпарламентской ассамблеи православия (МАП), Председатель Комитета МАП по сотрудничеству с Межпарламентской Ассамблеей Евразийского Экономического Сообщества (ЕВРАЗЭС).. Президент федерации настольного тенниса Республики Башкортостан. Сопредседатель оргкомитета Всероссийского конкурса Юные техники и изобретатели. Член Межпарламентской Ассоциации Православных. Капитан запаса.
Из-за поддержки российско-украинской войны — под санкциями 27 стран ЕС, Великобритании, США, Канады, Швейцарии, Австралии, Японии, Украины, Новой Зеландии.
В 2011 году поддержал слова Владимира Жириновского по высылке башкир и татар в Монголию. 
Секретарь Валиулин Ильшат Римович ( Павел Владимирович ) депутат Госдумы при Ил Тумен ( малочисленных народов Якутии )

## Биография
Иван Сухарев родился 10 июня 1978 года в городе Уфа. Отец, Константин Константинович Сухарев, в настоящий момент является председателем Башкирской окружной коллегии адвокатов. Мать, Татьяна Ивановна Сухарева, до пенсии работала инженером в тресте «Востоктрубопроводстрой».
В 1995 году — окончил среднюю школу № 62 г. Уфы.
В 1998 году — вступил в ЛДПР.
В 2000 году — окончил Башкирский государственный университет (ныне Уфимский университет науки и технологий), квалификация юрист по специальности «Юриспруденция».
В 1999—2001 годах — юрист, строительное предприятие «Трест-21».
В 2001 году — Сухарев получает должность руководителя общественной приемной Владимира Жириновского в Уфе, через 2 года становится координатором районного отделения партии,
В 2005 году — Повышение квалификации по специальностям «Налоговое консультирование», «Правовое регулирование предпринимательской деятельности».
В 2001—2006 годах — Адвокат, Башкирская республиканская коллегия адвокатов.
В 2006—2011 годах — Председатель Финансово-экономической коллегии адвокатов.
В 2011 году — возглавляет региональное отделение ЛДПР в Республике Башкортостан.
В июле 2012 года — Сухарев участвовал в качестве наблюдателя в выборах президента непризнанной Нагорно-Карабахской Республики. В связи с этим ему запрещен въезд на территорию Азербайджана.
В 2013 году — Российская академия народного хозяйства и государственной службы при Президенте Российской Федерации, менеджер по специальности «Государственное и муниципальное управление».
В 2013 году — был кандидатом в депутаты в Государственное Собрание — Курултай Республики Башкортостан.
В 2013 году — Сухарев был инициатором создания и соучредителем Регионального общественного фонда сохранения культурного наследия «Историческое примирение»
В мае 2014 года — Сухарев выступил в поддержку референдумов о создании Донецкой и Луганской народной республик на территории Украины.
В 2014 году — являлся кандидатом на пост Президента Республики Башкортостан от партии ЛДПР на выборах Президента Башкортостана. Основным тезисом предвыборной кампании стало развитие промышленного машиностроения в регионе: «Если я одержу победу на выборах, то в первую очередь я хотел бы обратить внимание на социальную сферу: здравоохранение, образование, пенсии, зарплаты, тарифы и т. д. В экономике — на обеспечение развития промышленного машиностроения — как основного направления развития экономики с развертыванием на базе существующих промышленных предприятий высокотехнологических производств, с внедрением передового опыта развитых стран. Именно промышленность может стать тем локомотивом, который выведет экономику республики на лидирующие позиции и увлечет за собой остальные отрасли. Более подробно об этом сказано в моей предвыборной программе. В числе своих первоочередных шагов я отметил бы борьбу с коррупцией, а также борьбу с так называемыми рейдерами на территории Башкирии, так как они существенно подрывают экономику региона, негативно влияют на инвестиционный климат как в Башкирии, так и в стране в целом и угрожают национальной безопасности.», — заявил Сухарев. В итоге Сухарев занял 3-е место.
В декабре 2015 — выступил с инициативой запретить хождение иностранной валюты на территории РФ.
В 2011—2016 годах — Депутат Государственной Думы Федерального Собрания Российской Федерации VI Созыва. Сухарев был избран в составе федерального списка кандидатов, выдвинутого Политической партией «Либерально — демократическая партия России». До этого он занимал место руководителя башкирского отделения ЛДПР, куда он, по его словам, попал «случайно». Фамилия Сухарева была внесена в башкирский список федеральным центром партии.
В 2016—2021 годах — Депутат Государственной Думы Федерального Собрания Российской Федерации VII Созыва, фракция ЛДПР. Первый заместитель председателя комитета Государственной Думы по развитию гражданского общества, вопросам общественных объединений и религиозных организаций.
В 2019 году — являлся кандидатом на выборах главы Башкортостана (2019) от партии ЛДПР.
В 2021 — Депутат Государственной Думы Федерального Собрания Российской Федерации VIII Созыва, Первый заместитель председателя Комитета Государственной Думы по вопросам собственности, земельным и имущественным отношениям.
20 июня 2019 года — Сухарев участвовал в составе российской делегации в Генеральной ассамблее МАП, когда случилась попытка государственного переворота в Тбилиси, Грузия.

## Отношение к башкирам и татарам
Несмотря на то, что Сухарев родился в Уфе, столице Башкортостана и неоднократно являлся кандидатом на должность главы Башкортостана, в 2011 году он поддержал слова Владимира Жириновского по высылке башкир и татар в Монголию.

## Взгляды и инициативы
Иван Сухарев выступает за утверждение в России системы с тремя-четырьмя ведущими партиями, что, в частности, поможет «вытащить Россию из демократического похмелья».
По мнению Сухарева, поднятие темы изучения русского языка русскоязычными детьми в школах Башкирии «расценивается как разжигание межнациональной розни».
После громкого инцидента в Турции, вследствие чего погиб Посол РФ, Сухарев предложил рассмотреть возможность обеспечения безопасности российских дипломатов силами специального назначения. Как вариант — это может быть спецназ Чечни.

## Коммерческая деятельность
До избрания в Думу в 2011 году Иван Сухарев владел акциями компании ООО «БТИ», которая занималась учётом и технической инвентаризацией объектов недвижимости.
По информации газеты КоммерсантЪ, Сухарев заявил, что готов вкладывать средства в экотуризм и другие туристические направления в Башкирии.

## Международные санкции
Из-за поддержки российской агрессии и нарушения территориальной целостности Украины во время российско-украинской войны находится под персональными международными санкциями разных стран.
23 февраля 2022 года внесён в санкционные списки стран Евросоюза за действия и политику, которые подрывают территориальную целостность, суверенитет и независимость Украины и ещё больше дестабилизируют Украину.
24 февраля 2022 года включён в санкционный список Канады «близких соратников режима» за голосование о признании независимости «так называемых республик в Донецке и Луганске».
24 марта 2022 года, на фоне вторжения России на Украину, включен в санкционный список США за «соучастие в войне Путина» и «поддержку усилий Кремля по вторжению в Украину», Госдеп США заявил что депутаты Госдумы используют свои полномочия для преследования инакомыслящих и политических оппонентов, нарушают свободу информации, ограничивают права человека и основные свободы граждан России.
По аналогичным основаниям, с 11 марта 2022 года находится под санкциями Великобритании. С 25 февраля 2022 года находится под санкциями Швейцарии. С 26 февраля 2022 года находится под санкциями Австралии. С 12 апреля 2022 года находится под санкциями Японии. Указом президента Украины Владимира Зеленского от 7 сентября 2022 находится под санкциями Украины. С 3 мая 2022 года находится под санкциями Новой Зеландии.

## Критика
Сухарев был фигурантом процесса о хищении 1 млрд рублей в рамках аферы при строительстве Юмагузинского водохранилища. Иван Сухарев защищал партнера — экс-премьера Республики Башкортостан Раиля Сарбаева, за что получил от ООО «Юмагузинское водохранилище» 150 млн рублей. По этому факту правоохранительные органы начали проверку. Как заявил депутат Государственной Думы Иршат Фахритдинов, «150 миллионов рублей Сухарев получил за помощь, оказанную в хищении одного миллиарда рублей из федерального бюджета».
По сообщению «Новой Газеты» и ряда других изданий, Иван Сухарев стал депутатом Госдумы по инициативе Урала Рахимова, объявленного в международный розыск за незаконное присвоение акций «Башнефти».

## Награды
- Грамота и почетная медаль Президента Российской Федерации за значительный вклад в подготовку и проведение XXII Олимпийских зимних игр и XI Паралимпийских зимних игр 2014 года в г. Сочи[59].
- Благодарность Председателя Государственной Думы Федерального Собрания Российской Федерации «За личный вклад в развитие законодательства Российской Федерации и парламентаризма в Российской Федерации в связи с 20-летием Конституции Российской Федерации и Федерального Собрания Российской Федерации».
- Почетная грамота Комитета по физической культуре, спорту и делам молодежи «За значительный вклад в развитие физической культуры и спорта в Российской Федерации».
- Почетная грамота Председателя ЛДПР «За многолетнюю службу и преданность идеологии ЛДПР, а также за укрепление российской государственности».
- Медаль I степени Федеральной палаты адвокатов РФ «За заслуги в защите прав и свобод граждан».
- Почетная грамота председателя ГД ФС РФ.

В 2018 году Иван Сухарев был отмечен благодарственным письмом Председателя Правительства Российской Федерации Дмитрия Анатольевича Медведева за большой вклад в развитие российского парламентаризма и активность в разработке инициатив и законопроектов.

## Хобби и семья
Хобби: история России, чтение профильных книг, просмотр фильмов, рыбалка. Большое внимание он уделяет спорту и здоровому образу жизни: увлекается восточными единоборствами, любит футбол и хоккей.
Супруга Светлана работает экологом в Уфе, дочь Настя выступает в государственном ансамбле народного танца имени Файзи Гаскарова, занимает призовые места в республиканских соревнованиях. Воспитывает сына — Михаила.